# Такучет
Такучет — посёлок в Богучанском районе Красноярского края России. Административный центр и единственный населённый пункт Такучетского сельсовета. Выделен в 1989 году из Осиновомысского сельсовета.

## История
Посёлок Такучет был основан в 1965 году.

## География
Посёлок находится в северо-восточной части края, на правом берегу реки Уда, на расстоянии приблизительно 93 километров (по прямой) к юго-западу от села Богучаны, административного центра района. Абсолютная высота — 157 метров над уровнем моря.

## Население
| 2010 | 2012 | 2013 | 2014 | 2015 | 2016 | 2017 |
| ---- | ---- | ---- | ---- | ---- | ---- | ---- |
| 777  | ↘756 | ↘739 | ↘705 | ↘688 | ↘664 | ↘658 |

Гендерный состав
По данным Всероссийской переписи населения 2010 года в гендерной структуре населения мужчины составляли 49 %, женщины — соответственно 51 %.
Национальный состав
Согласно результатам переписи 2002 года, в национальной структуре населения русские составляли 88 % из 1003 чел.

## Инфраструктура
В посёлке функционируют средняя общеобразовательная школа, детский сад, фельдшерско-акушерский пункт (филиал Богучанской районной больницы), библиотека, сельский дом культуры и отделение Почты России.

## Улицы
Уличная сеть посёлка состоит из десяти улиц и шести переулков.